# Diego Quintanilla
Diego  Quintanilla Ribadeneira (nacido el 2 de febrero de 1991 en Quito) es un futbolista ecuatoriano que juega para Alianza Cotopaxi. 

## Clubes
| Club             | País    | Año         |
| ---------------- | ------- | ----------- |
| LDU Quito        | Ecuador | 2010        |
| Aucas            | Ecuador | 2011-2012   |
| UIDE             | Ecuador | 2013        |
| Aucas            | Ecuador | 2013 - 2014 |
| Espoli           | Ecuador | 2015 - 2016 |
| Alianza Cotopaxi | Ecuador | 2017 -      |

## Palmarés

### Títulos nacionales
| Título                 | Club      | Año  |
| ---------------------- | --------- | ---- |
| Campeonato Ecuatoriano | LDU Quito | 2010 |